# گرمابه یان‌یان
حمام یان یانحمامی سنتی در شهرستان خرمدره و استان زنجان است. این حمام در مرکز شهر خرمدره و در میان بافت سنتی در حاشیهٔ رودخانهٔ کبیر رود و ضلع غربی خیابان سردار جنگل واقع است. این بنا با ۲۱۰ مترمربع وسعت با سبک معماری حمام‌های دورهٔ صفوی اما در ابعاد کوچک‌تر ساخته شده‌است.

## تاریخچه
تاریخچهٔ ساخت این بنا متعلق به اواخر دورهٔ صفویه بوده و تا حدود ۲۵ سال گذشته نیز استفاده می‌شده‌است اما در چند سال گذشته متروکه شد که در سال ۱۴۰۰ بعد از مدتی تعطیلی و تعمیر دوباره فعالیت خود را با نام مجموعه آیرال شروع کرد. این مجموعه با پذیرایی غذا ، چای و فضای سنتی در خدمت مردم می باشد. این بنا در تاریخ ۱۵بهمن ۱۳۹۸ ، با شماره ثبت۳۲۹۳۵ جزو آثار باستانی استان زنجان و ایران و ثبت ملی گردید

## مشخصات بنا
این بنا درگذشته فضاهایی چون هشتی ورودی، پای‌شوی خانه، گرماخانه، نظافت‌خانه، خزینه‌های آب سرد و آب گرم و گلخن بوده است. ولی امروزه با ثبت در میراث فرهنگی و گردشگری خرمدره به مجموعه تاریخی و غذاخوری تبدیل شده است.

## نامگذاری
کلمه (یان یان). به پهلو حرکت کردن است چون خیابانی که حمام در آن ساخته شده عرض کمی داشته‌است حمام یان یان در ساحل رودخانه شورکات و در زمان برپایی در منتهی الیه سمت شمالی شهر خرمدره قرار داشته، که امروزه با گسترش شهر به سمت جاده ترانزیت، در مرکز آن واقع شده‌است. نزدیکی حمام به رودخانه، احتمالا به منظور دفع فاضلاب یا استفاده از آب رودخانه می‌باشد.